# San Francisco Zoo

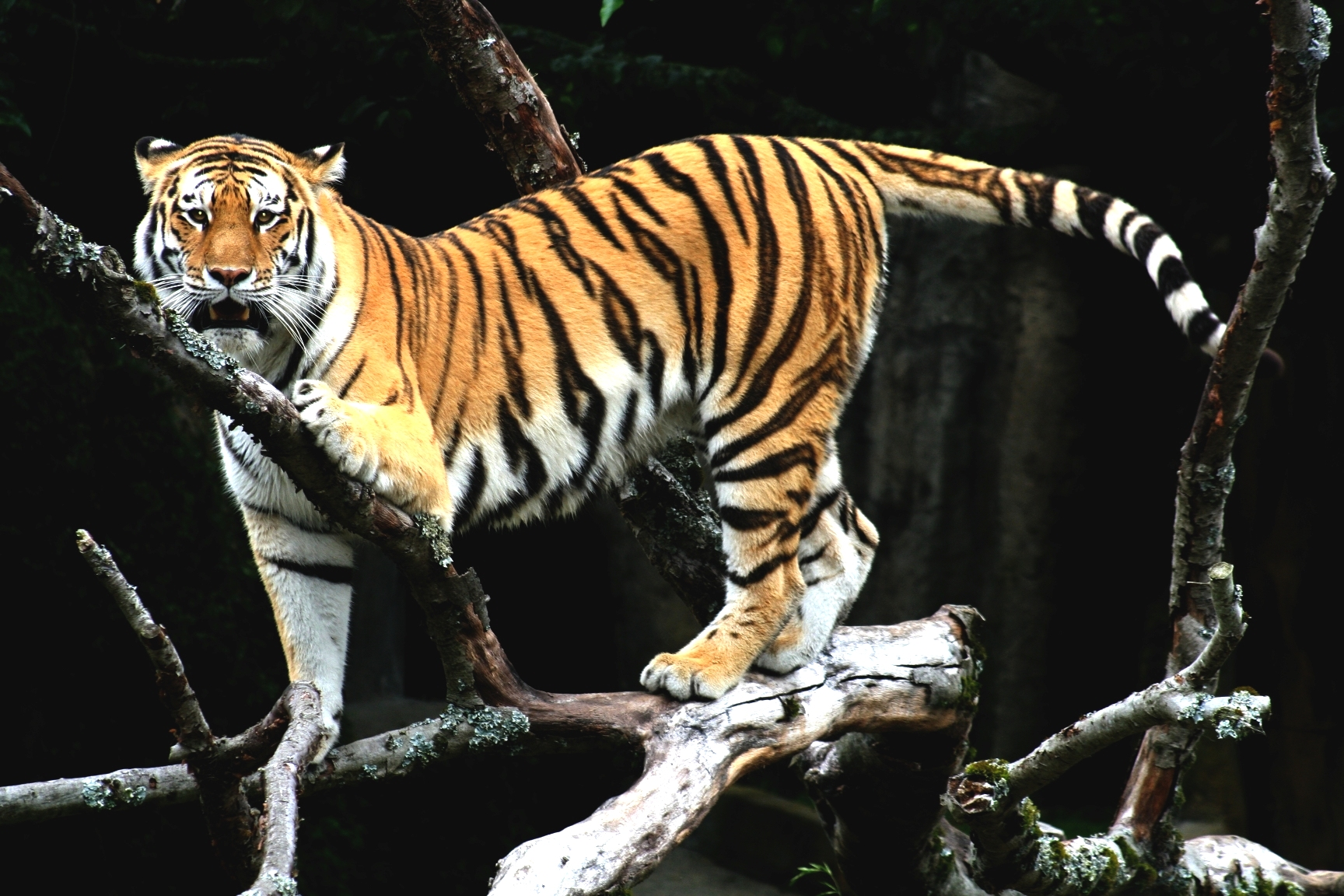
Tatiana, en Sibirisk tiger som attackerade tre människor och dödade en.

San Francisco Zoo (tidigare Fleishhacker Zoo) är ett zoo som ligger i sydvästra hörnan av San Francisco i Kalifornien, mellan Mercedsjön och Stilla havet utmed the  Great Highway. Här hålls över 1000 djur av 250 arter. I parken föddes år 1971 gorillan Koko och där lever sedan 1974 USA:s äldsta spetsnoshörning. Parken är också känd för ett tragiskt dödsfall under den sibiriska tigern Tatianas attacker på fyra människor år 2006 och 2007.

## Historia
Parken grundades år 1929 av bankiren Herbert Fleishhacker, dåvarande president för San Francisco Parks Commission, som Fleishhacker Zoo och bytte namn till San Francisco Zoo först år 1941. 
Djurparken byggdes invid Fleishhacker Pool, USA:s dåvarande största swimmingpool. Där fanns sedan 1921 en lekplats för barn, en karusell och "the Mother’s Building", en park för mödrar med barn. Många djur överfördes från Golden Gate Park belägen i samma stad, däribland två sebror, en kafferbuffel, fem rhesusapor, två spindelapor och tre elefanter.

## Utställningar
De första djuranläggningarna byggdes under trettiotalet och inkluderade Apön, lejonhuset, elefanthuset, en grotta för mindre däggdjur, en större fågelvoljär och en björngrotta. År 1955 inköptes den asiatiska elefanten Penny av en lokal tidning som donerade elefanten till djurparken.
Andra byggnader som utfördes var ett minizoo för barn, Children’s Zoo vilket byggdes 1984, afrikapanoramat som byggdes 1967, djursjukhuset byggdes 1975, och en avelsbyggnad för fåglar Avian Conservation Center vilken byggdes år 1978.

## Olyckor

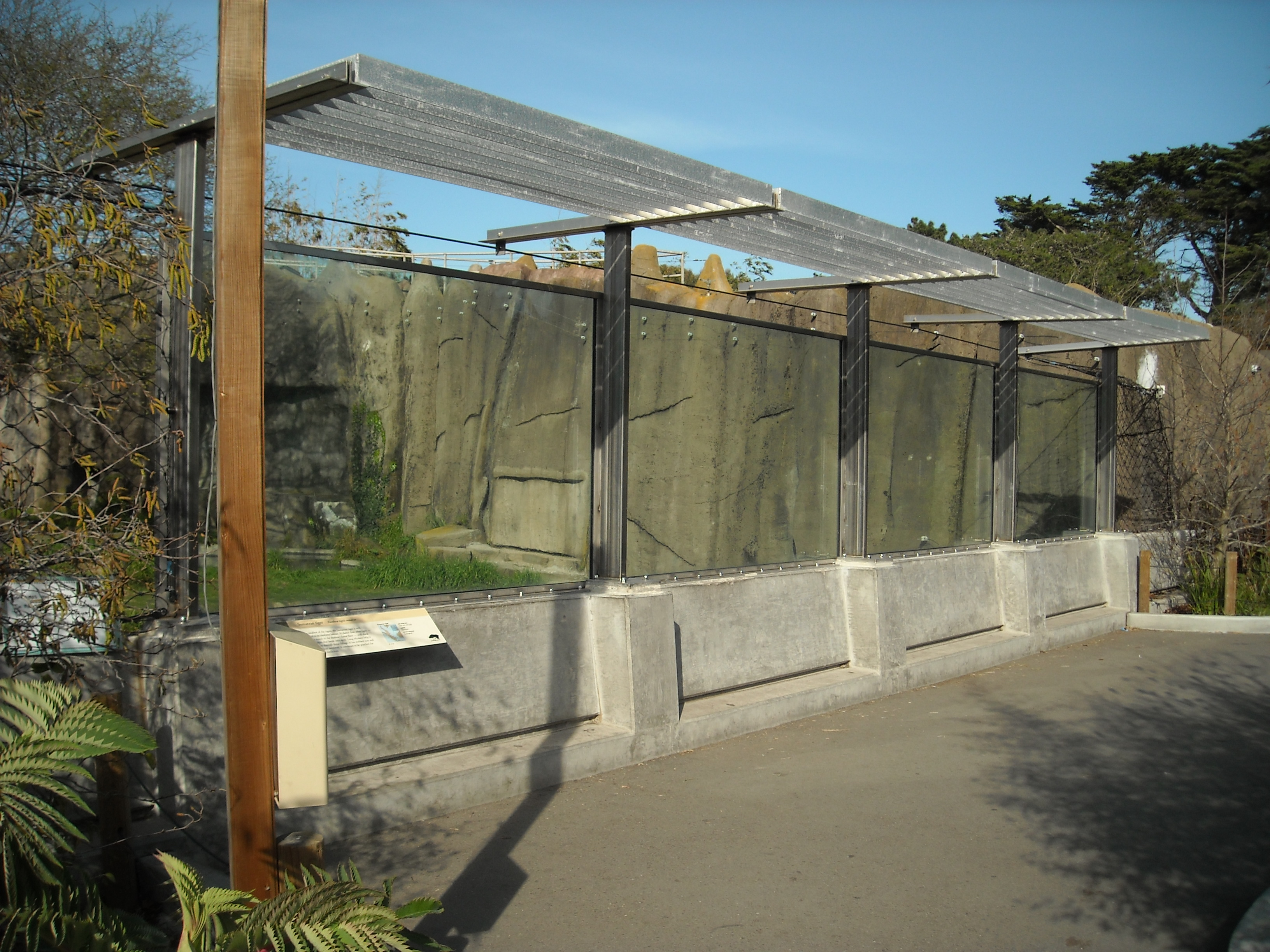
Den ombyggda tigeranläggningen

Två attacker under åren 2006 och 2007, av den i Denver Zoo födda sibiriska tigern Tatiana (2003-2007), resulterade första gången i skador på en av djurparkens egna djurvårdare och vid det andra tillfället i skador och dödsfall på privatpersoner som besökte parken. 
Vid den första attacken bets djurvårdaren Lori Komejan i armen under utfodring. Tigern fick tag i hennes arm med klorna, drog in armen innanför burgallret, och åstadkom svåra bitskador. 
Vid den andra attacken lyckades Tatiana rymma ut ur sin anläggning, varvid hon angrep tre djurparksbesökare. Den sjuttonårige Carlos Eduardo Sousa Jr dödades och hans två bröder Amritpal "Paul" Dhaliwal, 19, och Kulbir Dhaliwal, 23, skadades innan tillkallad polis sköt tigern. 
Tigerattackerna sägs vara de enda med personskador som inträffat i en djurpark som är medlem i Association of Zoos and Aquariums i USA. Samtliga offer för dessa tigerattacker har efter rättegångsprocesser kompenserats finansiellt. Anläggningen för tigrar i parken har sedan dess byggts om så att den är helt rymningssäker.